# Chiesa di San Nicolò di Capodimonte
La chiesa di San Nicolò di Capodimonte è un luogo di culto cattolico situato nella località di San Nicolò nel comune di Camogli, nella città metropolitana di Genova. L'edificio è inserito nella lista dei monumenti nazionali italiani.

## Storia e descrizione

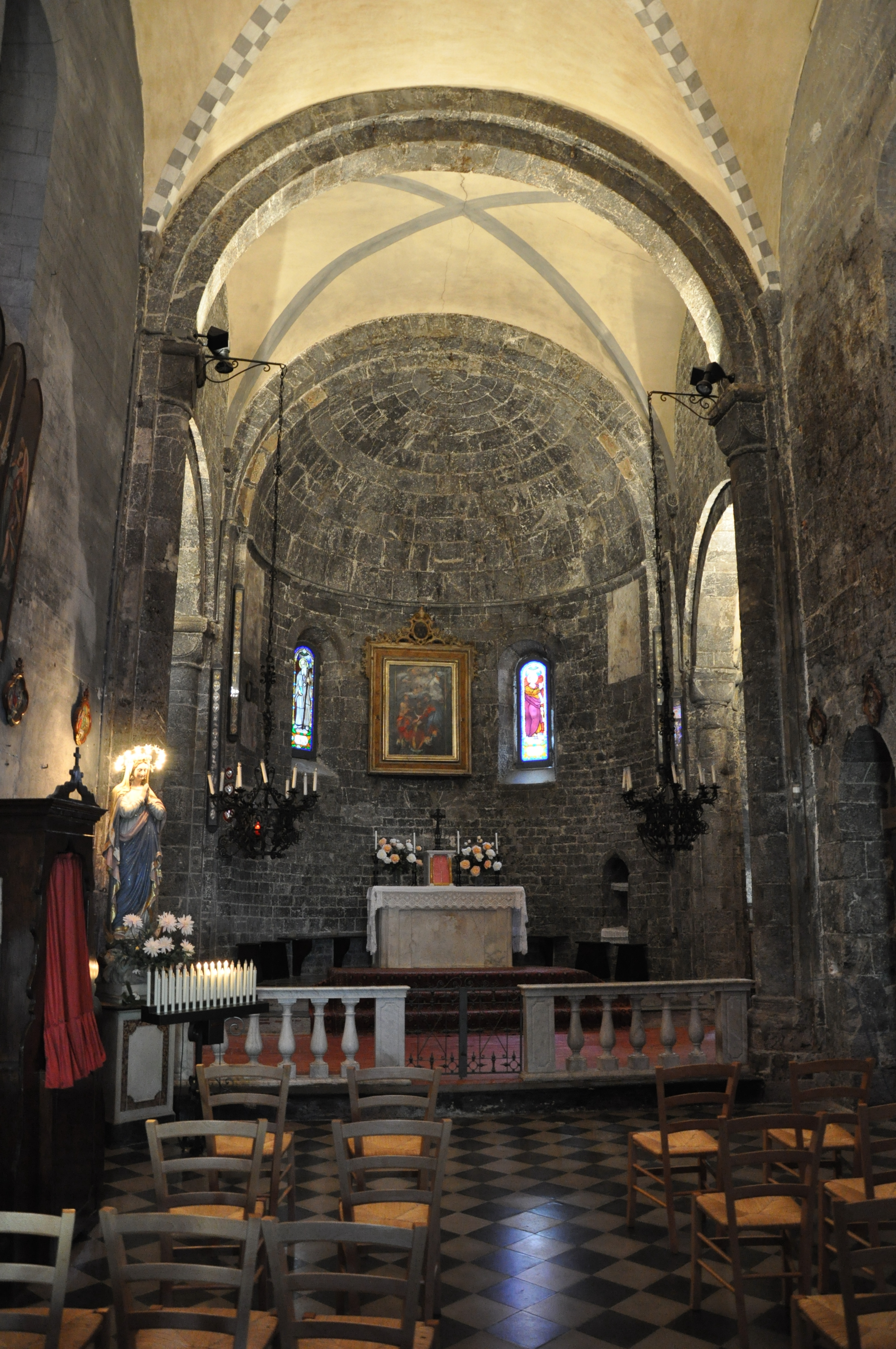
Particolare dell'interno

L'antica chiesa, di architettura romanica, è situata lungo il sentiero che conduce dalla chiesa parrocchiale di San Rocco verso la costa fino alla zona geografica denominata Punta Chiappa. L'edificazione del tempio è risalente al XII secolo ad opera dei canonici regolari di San Rufo, sul luogo dove - secondo la tradizione locale - già sorgeva una cappella intitolata a san Romolo.
Secondo alcuni studi effettuati nell'antico luogo di culto, pare che qui vi fosse costituito un piccolo nucleo abitativo - quasi indipendente dal borgo camogliese - annesso all'adiacente monastero.
A causa delle violente scorrerie dei pirati saraceni l'intero complesso fu abbandonato nel corso del XV secolo, diventando quindi sede dei più diversi usi civili e religiosi.
Nel 1870 la chiesa fu riaperta al culto religioso e posta a delicati restauri tra il 1925 e il 1926, quali la facciata in pietra viva e decorata con archetti a vista. L'interno del tempio - ad unica navata e con pianta a forma di T - è costituita interamente in pietra nera o ardesia presentando ancora oggi resti di antichi affreschi del Medioevo.